# Bibliothèque universitaire et d'État de Bonn

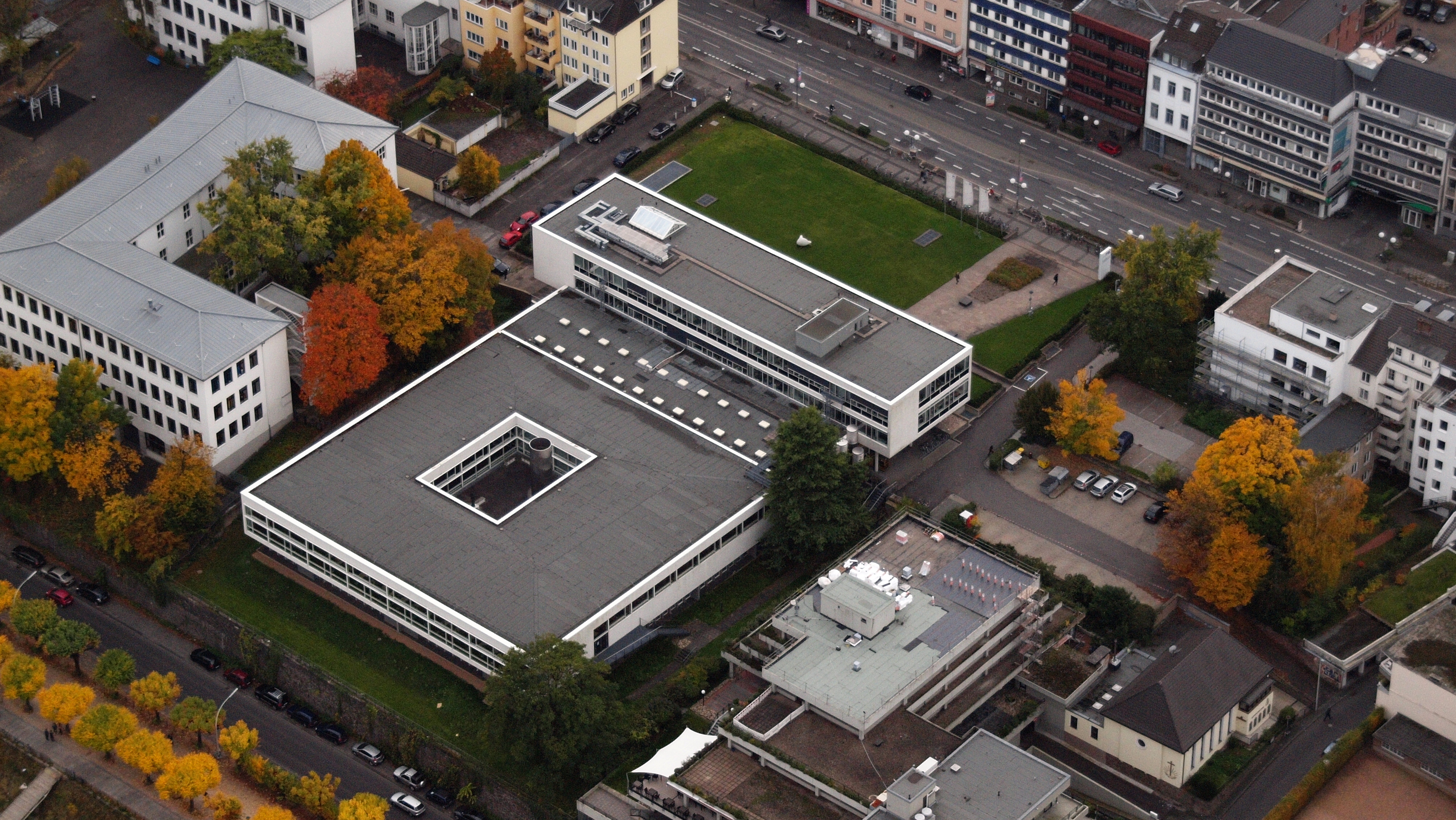
Bibliothèque universitaire et d'État de Bonn, vue aérienne (2015)

La Bibliothèque universitaire et d'État de Bonn (ULB Bonn) est la bibliothèque universitaire et d'archives centrale de l'Université rhénane Frédéric-Guillaume de Bonn. La bibliothèque universitaire et d'État est divisée en une bibliothèque principale sur Adenauerallee (Südstadt) et une bibliothèque départementale pour les domaines de la médecine, des sciences naturelles et de l'agriculture dans la Friedrich-Hirzebruch-Allee (Poppelsdorf). Au total, le fonds s'élève à plus de deux millions de volumes de livres et de revues. Par ailleurs, de nombreuses bibliothèques d'instituts de tailles différentes sont affectées à l'ULB. Une partie des principaux fonds de la bibliothèque est transférée dans un magasin de réserve à Castell.

## Histoire

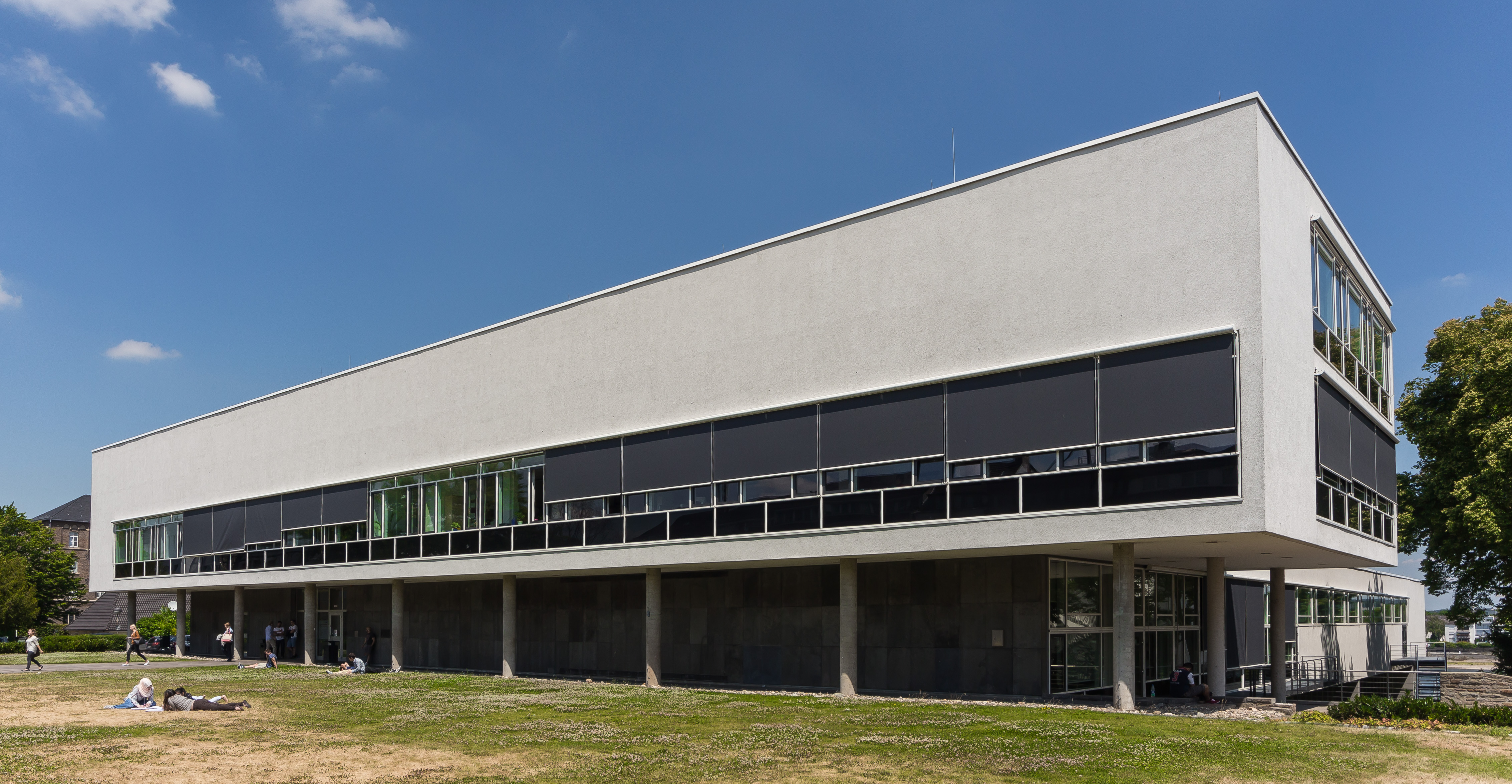
Bâtiment principal de la bibliothèque

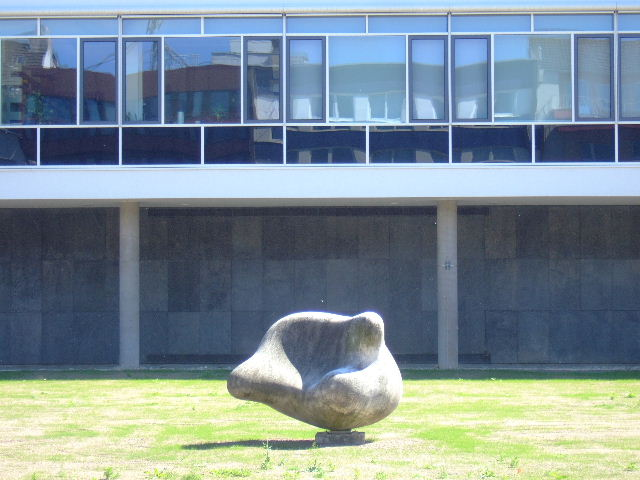
Bol Nuage de Jean Arp

Tout comme l'université de Bonn, la bibliothèque universitaire de Bonn est issue d'une fondation prussienne datant de 1818. Elle est installée dans l'ancien château des Princes-Électeurs, le bâtiment principal de l'université. À cette époque, Bonn ne possède aucune institution bibliothécaire. La base de la bibliothèque est alors constituée d'environ 6000 volumes de la bibliothèque universitaire de Duisbourg, qui avait été supprimée, ainsi que de quelques bibliothèques privées qui ont été acquises. Sous la direction du premier bibliothécaire en chefFriedrich Gottlieb Welcker, en poste de 1819 à 1854, les fonds se sont rapidement développés. Lorsque Friedrich Ritschl lui succède, la bibliothèque comprend plus de 115 000 volumes.
Sous Wilhelm Erman (de) (1901–1920), d'importantes réformes de l'organisation de la bibliothèque sont entreprises. Il introduit ainsi des cotes individuelles et créé un catalogue alphabétique sur fiches qui comprend pour la première fois tous les groupes de fonds et qui est classé selon les instructions prussiennes.
Jusque dans les années quarante du XXe siècle, le fonds s'élève à plus de 600 000 volumes. Lors d'un bombardement dévastateur le 18 octobre 1944, près de 200 000 volumes sont détruits. Les pertes touchent surtout les départements dont on ne pensait pas pouvoir se passer, même au cours de la sixième année de guerre, et qui n'ont donc pas été délocalisés. Parmi les instruments de travail bibliothéconomiques, seul le catalogue alphabétique est conservé.
Les années d'après-guerre, sous la direction de Karl Lelbach (1946-1951), sont marquées par le rapatriement des collections délocalisées sur différents sites et la reprise des activités de la bibliothèque, d'abord dans des locaux provisoires à la faculté d'agriculture de Poppelsdorf, puis dans le bâtiment principal de l'université et dans l'ancienne banque Schaaffhausen située en face. Lelbach prend des décisions importantes du point de vue bibliothéconomique, comme l'établissement des nouvelles acquisitions selon le numerus currens et la création de nouveaux catalogues matières.
Dans les années qui suivent, on constate une grande augmentation des fonds, notamment grâce aux fonds de reconstruction et aux dons. Entre 1949 et 1960, 230 000 volumes sont acquis, qui ne peuvent être stockés qu'insuffisamment dans des magasins peu adaptés.
C'est sous la direction de Viktor Burr (de) (1951-1968) que la construction d'une bibliothèque indépendante, longtemps souhaitée, est réalisée sur l'Adenauerallee. Le nouveau bâtiment, conçu par Fritz Bornemann avec la participation de Pierre Vago, est inauguré en octobre 1960. Le bâtiment se caractérise par sa structure claire et sa transparence. La grande salle de lecture avec vue sur le Rhin est particulièrement attrayante. Le style architectural rappelle celui de la Villa Savoye à Poissy. L'aménagement des jardins est confié à Heinrich Raderschall (de). Le bâtiment est classé monument historique (de) depuis 2000 ; entre 1999 et 2008, il est entièrement rénové et agrandi d'un magasin souterrain.
La littérature concernant les sciences naturelles, l'agriculture et la médecine se trouve dans la succursale de Poppelsdorf, à proximité immédiate des instituts correspondants. Le nouveau bâtiment de la bibliothèque annexe est mis en service en 1983 et abrite depuis également la bibliothèque nationale spécialisée en sciences agricoles, qui fait aujourd'hui partie de ZB MED - Centre d'information Leibniz pour les sciences de la vie.
Bibliothécaires en chef ou directeurs de la Bibliothèque universitaire de Bonn :
- Friedrich Gottlieb Welcker (1819–1854)
- Friedrich Wilhelm Ritschl (1854–1865)
- Jacob Bernays (1866–1881)
- Carl Schaarschmidt (1881–1901)
- Josef Staender (1901–1907)
- Wilhelm Erman (de) (1907–1920)
- Erich von Rath (de) (1921–1942)
- Paul Otto (1942–1945)
- Karl Lelbach (1945–1951)
- Viktor Burr (de) (1951–1968)
- Otto Wenig (1968–1970)
- Hartwig Lohse (de) (1970–1991)
- Peter Rau (1991–1999)
- Renate Vogt (2000–2016)
- Ulrich Meyer-Doerpinghaus (depuis 2017)

## Système de bibliothèque universitaire
À partir des collections de livres des instituts et séminaires, d'abord insignifiantes, des bibliothèques autonomes se sont développées à partir de la fin du XIXe siècle, servant principalement les intérêts de recherche des professeurs. Le nombre de bibliothèques décentralisées et leurs collections n'ont cessé d'augmenter. À la fin du XXe siècle, on compte 160 établissements de tailles diverses, totalisant 3,7 millions de volumes.
À la suite de plusieurs projets d'intégration spatiale et organisationnelle de petites bibliothèques et de dissolution d'établissements superflus, le nombre de sites a pu être réduit à 56, dont les collections - à l'exception de quelques restes - sont répertoriées dans le catalogue électronique de l'université. L'octroi de licences pour les contenus électroniques et la gestion des périodiques sont des tâches centrales de l'ULB. Grâce aux licences de campus, les membres de l'université ont accès à environ 25.000 revues électroniques et à un nombre toujours croissant de livres électroniques.

## Inventaire
La ULB acquiert de la littérature en priorité pour les chercheurs, les enseignants et les étudiants de l'Université de Bonn, mais assume également des tâches suprarégionales. L'acquisition annuelle est d'environ 30.000 volumes.

### Manuscrits, estampes historiques et collections
Malgré les pertes considérables subies pendant la Seconde Guerre mondiale, l'ULB de Bonn possède environ 190.000 ouvrages publiés avant 1850, dont 1312 incunables et environ 50.000 ouvrages datant de 1501 à 1799. Parmi les collections, il convient de souligner les bibliothèques du prince Georges de Prusse, du juriste Karl Friedrich von Savigny, de l'orientaliste Heinrich Goussen et du sociologue et homme politique Ralf Dahrendorf.
Le fonds de manuscrits comprend 485 manuscrits occidentaux et 272 manuscrits orientaux. Les 174 manuscrits médiévaux du livre sont complétés par une collection de fragments de manuscrits.
Les legs constituent aujourd'hui l'essentiel des matériaux manuscrits. La ULB possède 109 fonds complets et partiels, notamment de scientifiques de l'université de Bonn. Parmi les fonds les plus importants et les plus utilisés, on compte ceux du romaniste Ernst Robert Curtius, du mathématicien Felix Hausdorff et du philosophe Erich Rothacker.

### Dépôt légal
Un ordre du cabinet du roi Frédéric-Guillaume III du 28 décembre 1824 fit de la bibliothèque universitaire de Bonn la bibliothèque de dépôt légal pour la province prussienne de Rhénanie. Depuis lors, elle collectionne et documente les publications de la librairie d'édition rhénane. Dès 1821, le ministère prussien de l'Intérieur a ordonné la collecte des bulletins officiels des districts rhénans. Ces deux ordres constituent le fondement d'une collection qui compte aujourd'hui 570 000 volumes. La zone de desserte, qui comprend à l'origine l'ensemble de la province prussienne de Rhénanie, se réduit en 1946 à la partie rhénane de l'État nouvellement créé de Rhénanie du Nord-Westphalie. Avec la loi sur le dépôt légal de 1993, la bibliothèque universitaire de Bonn reçoit le titre de "Bibliothèque universitaire et d'État" et n'est plus compétente géographiquement que pour le district de Cologne. L'amendement de la loi sur le dépôt légal du 29 janvier 2013 apporte une nouveauté essentielle : l'extension de la mission de collecte aux publications électroniques en réseau.

### Service d'information spécialisé en langues romanes
La prise en compte particulière de la littérature romane dans les acquisitions, notamment par le biais de relations d'échange avec des universités françaises, remonte au XIXe siècle. Lorsque la Fondation allemande pour la recherche (DFG) créé en 1949 le système des collections spéciales, la BU de Bonn reçoit donc la compétence pour la romanistique générale ainsi que pour la langue et la littérature françaises et italiennes. Grâce au soutien de la DFG, l'ULB constitue jusqu'à aujourd'hui un fonds spécial de plus de 250.000 volumes qu'elle met à la disposition des chercheurs en Allemagne dans le cadre de l'approvisionnement en littérature suprarégionale.
Depuis 2016, l'ULB développe le service d'information spécialisée sur les études romanes en coopération avec la Bibliothèque d'État et universitaire d'Hambourg (de). Outre la mise à disposition de médias analogiques et numériques et leur indexation approfondie en termes de contenu, des offres de service spéciales sont développées pour les scientifiques, telles que des offres de conseil et de soutien pour le traitement des données de recherche et la publication en Open Access.

### Collections numériques
Depuis 2009, l'ULB Bonn numérise des collections libres de droits et des œuvres individuelles de son propre fonds afin de les rendre facilement accessibles à toutes les personnes intéressées et de permettre de nouvelles approches de recherche.La priorité est donnée aux œuvres ayant un lien avec l'université et la région de Bonn. La numérisation des journaux rhénans constitue un point fort particulier.

## Œuvres célèbres
La bibliothèque universitaire et d'État possède des ouvrages anciens spéciaux:
- Astronomicum Caesareum de Petrus Apianus